# Brittiska territoriet i Indiska oceanens flagga
Brittiska territoriet i Indiska oceanens flagga antogs den 8 november 1990. Precis som andra kronkoloniers flaggor har den Union Jack i övre vänstra hörnet men våglinjerna är unika och deras betydelse är oklar.